# بلیت بخت‌آزمایی (فیلم ۲۰۱۰)
بلیط بخت‌آزمایی (انگلیسی: Lottery Ticket) فیلمی به کارگردانی اریک وایت است که در سال ۲۰۱۰ منتشر شد.